# Flagge Galiciens

Flagge Galiciens
Seitenverhältnis 2:3

Die Flagge Galiciens hat einen zur Fahnenstange schrägrechten blauen Streifen auf weißem Flaggentuch. In der Tuchmitte ist das Wappen Galiciens eingefügt.

## Geschichte
Die Flagge Galiciens geht auf die historische Seeflagge der Stadt und Provinz A Coruña zurück. In der Mitte der Flagge steht das Wappen des ehemaligen Königreiches Galicien mit der spanischen Krone darüber. Es stammt aus dem 10. und 11. Jahrhundert und zeigt einen goldenen Abendmahlskelch, eine silberne Hostie sowie sieben silberne Kreuze, die auf die sieben alten Provinzen Galiciens zurückgehen.